# Абдул-Меджид I

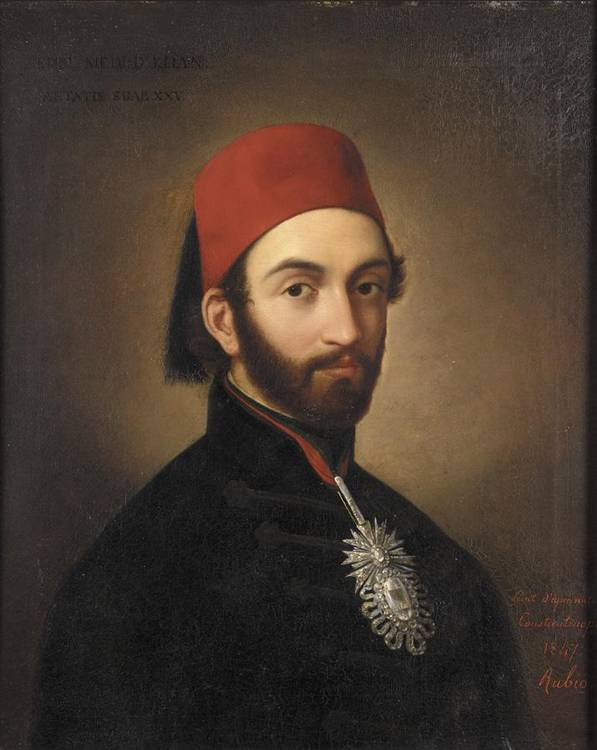
Портрет султана Абдул-Меджида I в молодості кисті Луїджі Рубіо

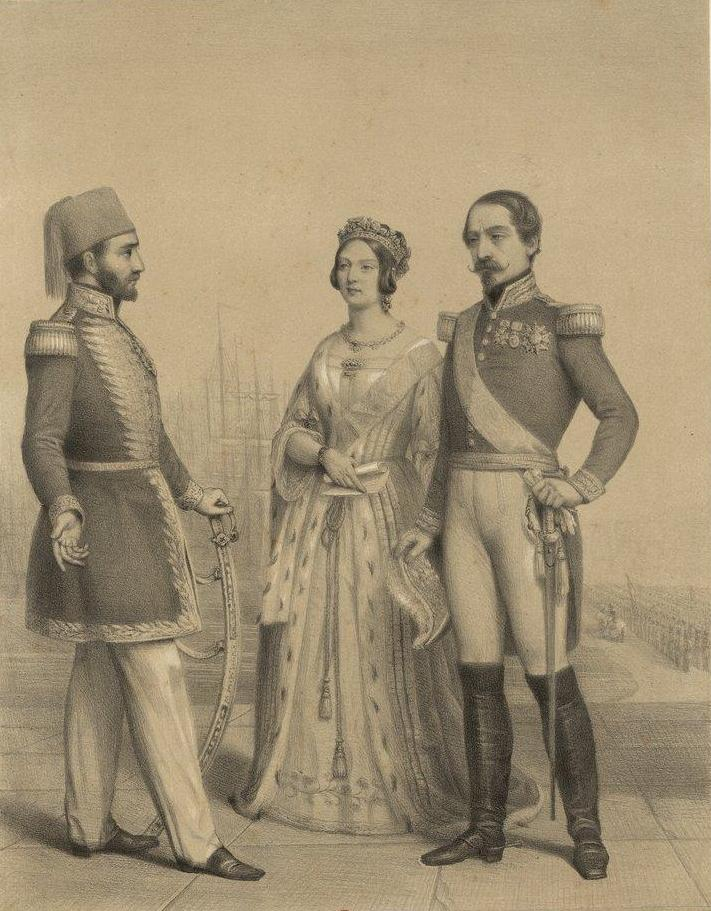
Абдул-Меджид I з королевою Великої Британії Вікторією та імператором Франції Наполеоном III

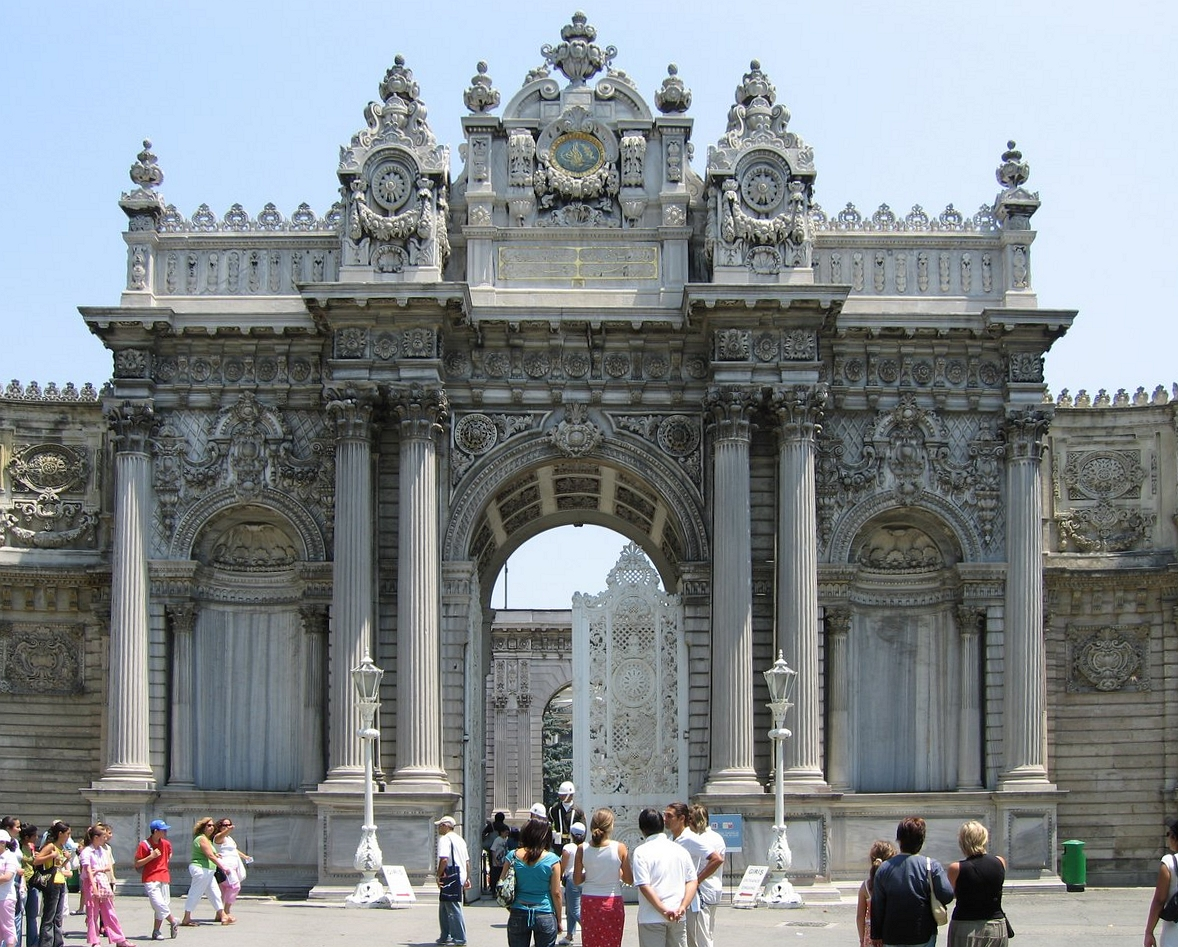
Долмабахче — палац, побудований Абдул-Меджидом I в 1842—1853

Абдул-Меджид І (*25 квітня 1823 — †25 липня 1861) — султан Османської імперії, син султана Махмуда II та грузинки Безмялем Валіде Султан.
Він продовжує провадити реформи, започатковані для європеїзації країни його батьком. При ньому не мусульманам дозволили служити в армії, прийняли національний гімн і прапор, законодавство було реорганізовано за зразком французького кодексу Наполеона, з'явилися залізниця, телеграф. За порадою Решида Мустафи видав 3 листопада 1839 р. збірник законів «Хатт-і-шериф», за якими обіцяв рівні права усім османським підданим, відмовляючись від старого султанського права розпоряджатись їхнім життям і майном.
У 1840-х проти волі британського уряду допоміг Ірландії у боротьбі з голодом.
У 1852 турецькі війська були витіснені з Чорногорії Австрією.
За його правління відбулася Кримська війна 1853—1856, у якій Туреччина, підтримана Францією, Сполученим Королівством і Сардинією, отримала перемогу над Російською імперією. Але натомість Османська імперія мусила провести ряд реформ, спрямованих на поліпшення умов християн, що викликало незадоволення мусульман та спричинило заворушення у Боснії, Болгарії, Албанії.
У 1858 оголошено про банкрутство султанської казни.
Помер 25 липня 1861 від туберкульозу.